# FreeNX

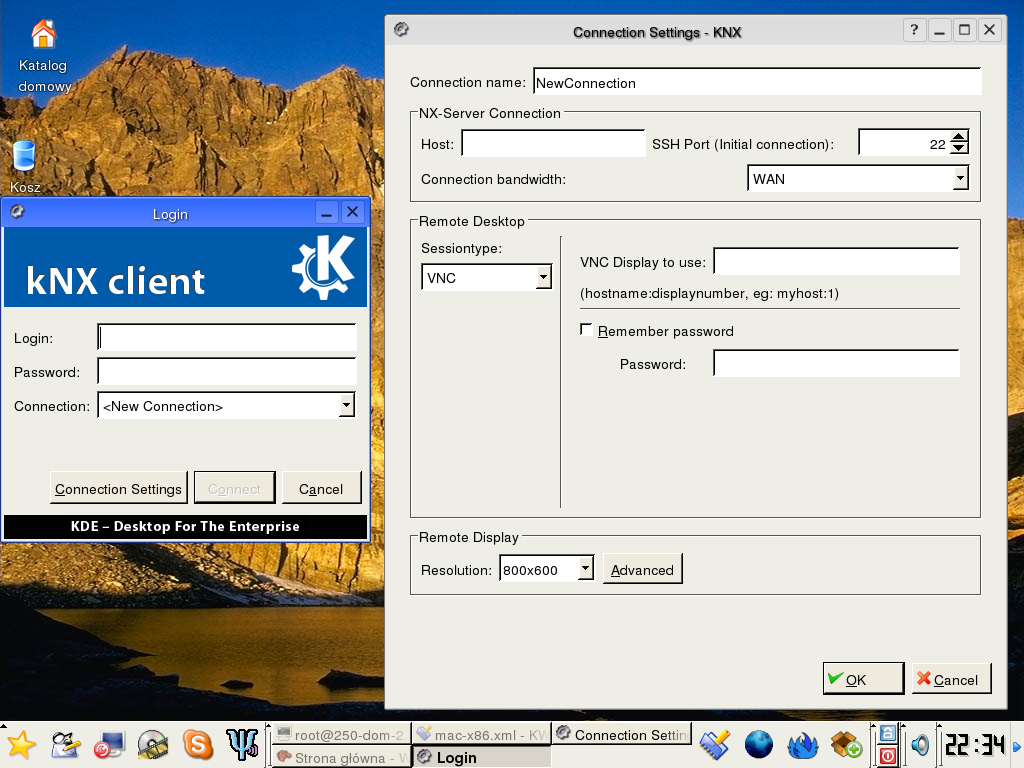

FreeNX è un software libero derivato da NX della NoMachine che consente di implementare terminal server su sistemi GNU/Linux.
FreeNX può essere considerato come una evoluzione di XDMCP e apparentato a VNC, ma ha prestazioni elevate e una maggiore sicurezza. Infatti tutte le informazioni vengono scambiate tramite una connessione SSH.
Al momento sembra un progetto abbandonato. La distribuzione Debian suggerisce il passaggio a X2Go.